# 김효서
김효서(본명: 안세미, 1984년 2월 25일~ )는 대한민국의 배우이다.

## 학력
- 서울예술대학 연극과(졸업)

## 경력
- 2003년: MBC 31기 공채 탤런트
- 2014년: KBS 39기 공채 성우

## TV 방송
- 2003년 MBC 주말연속극 《회전목마》
- 2003년 MBC 일일연속극 《귀여운 여인》
- 2003년 MBC 청춘시트콤 《논스톱 4》
- 2003년 MBC 아침드라마 《성녀와 마녀》 ... 수형 여직원 역
- 2004년 MBC 주말연속극 《장미의 전쟁》
- 2004년 MBC 장애인 특집극 《너무 깊은 사랑》 ... 간호사 역
- 2004년 MBC 아침드라마 《열정》 ... 미숙 역
- 2005년 MBC 수목드라마 《슬픈연가》
- 2005년 MBC 주말연속극 《한강수타령》 ... 이준미 역
- 2005년 MBC 월화드라마 《원더풀 라이프》
- 2006년 MBC 아침드라마 《이제 사랑은 끝났다》
- 2007년 MBC 월화드라마 《신 현모양처》
- 2007년 MBC 아침드라마 《그래도 좋아!》 ... 윤석경 역
- 2008년 KBS1 일일연속극 《너는 내 운명》 ... 김나영 역
- 2008년 MBC 드라마넷 도시무협 드라마 《서울무림전》
- 2008년 MBC 아침드라마 《하얀 거짓말》
- 2009년 SBS 특별기획 《스타일》
- 2009년 KBS2 납량특집 《전설의 고향 - 계집종》 ... 신부 역
- 2009년 KBS2 납량특집 《전설의 고향 - 묘정의 구슬》 ... 막점 역
- 2010년 KBS2 단막극 《KBS 드라마 스페셜 - 소년, 소녀를 만나다》 ... 진소정 역
- 2011년 MBC 토요드라마 《심야병원》 ... 미정 역
- 2013년 MBC 수목드라마 《투윅스》 ... 박지숙 역
- 2013년 KBS2 월화드라마 《미래의 선택》 ... 주희경 역
- 2015년 MBC 월화드라마 《화정》 ... 폐비 유씨 역
- 2016년 MBC 수목드라마 《한 번 더 해피엔딩》 ... 상담 고객

## 영화
- 2006년 《말해봐 괜찮다고》
- 2010년 《아저씨》 ... 효정 역
- 2010년 《조금만 더 가까이》 ... 수진 역
- 2010년 《바람의 노래》
- 2013년 《열한시》 ... 지윤 역
- 2013년 《콩나물》 ... 미진 역

## 공연
- 2008년 《오셀로》 ... 데스데모나 역

## 뮤직비디오
- 2007년 아리 - 바보사랑

## 광고
- 2007년 배스킨라빈스 31
- 2013년 농심 떡국면
- 2014년 샘표 간장
- 2015년 한국GM 쉐보레 임팔라

## 트리비아
- 2014년 2월 21일 KBS 성우 공채 시험에 본명인 안세미로 합격했으나 아쉽게도 성우 활동 도중 퇴사했다고 전해졌다.
- 현재는 댄스빌스튜디오를 운영 중.